# 이스라엘의 대외 관계

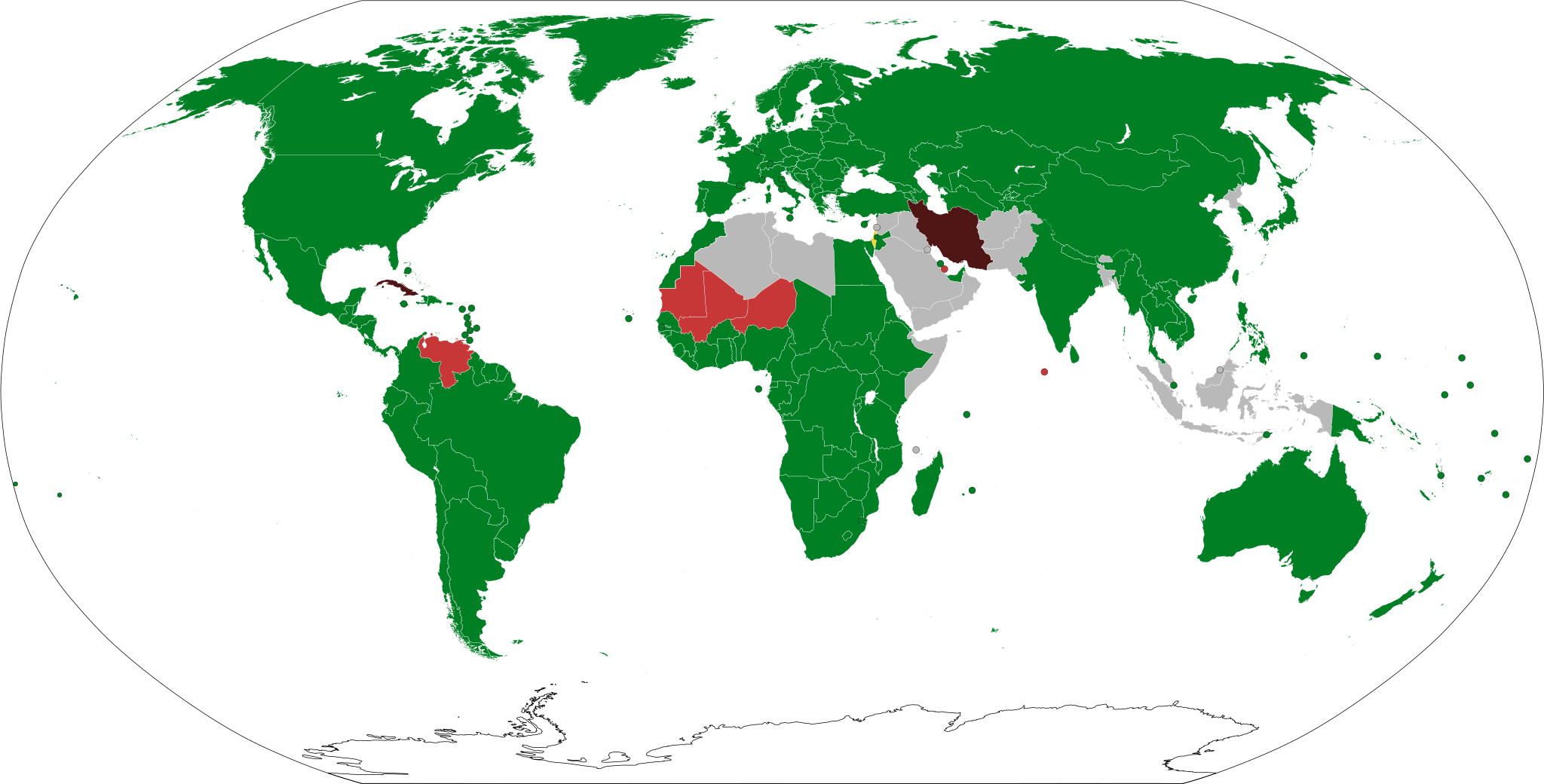
이스라엘의 대외 관계를 설명하는 지도

이스라엘의 대외 관계는 이스라엘이 건국을 선포한 1948년 5월 14일에 시작되었다. 이스라엘은 최초의 유대계 국가이며, 건국 이후 국가승인은 소련에 의해 최초로 이뤄졌다. 미국은 이듬해 이스라엘에서 총선이 실시된 후 국가 승인을 하였다. 건국 당시 후세인-맥마흔 서한과 밸푸어 선언이 충돌함에 따라서, 팔레스타인에 아랍 국가를 세운다는 영국의 약속이 제대로 이뤄지지 않게 되면서 아랍 연맹은 이스라엘의 건국을 부정하였으며, 이들 간 갈등은 아랍-이스라엘 분쟁이 발생하게 되는 단초를 제공하게 된다. 이스라엘-팔레스타인 분쟁 및 이스라엘-하마스 전쟁으로 인해 이슬람 국가들과 사이가 부정적이다.

## 아시아

### 서남아시아
이스라엘은 이 지역에서 극소수의 몇몇 국가들을 제외하고 적대적이거나 비우호적인 국가들과 접하고 있다. 이스라엘이 지리적으로 위치한 있는 서아시아의 국가들과 대체로 비우호적인 관계를 유지하고 있다. 아랍-이스라엘 분쟁 당시 치열하게 전쟁을 벌였던 이집트, 요르단과는 평화 조약을 체결하였지만, 그 외 국가들과 관계는 소원하다. 2020년에는 아브라함 협정을 통해 모로코, 아랍에미리트, 바레인 등과 관계를 정상화하고 수교에 합의했다. 같은 해 수단과도 수교하였다. 사우디아라비아와 이스라엘은 2023년에 교섭을 통해서 외교 관계 수립에 거의 합의하였으나, 사우디 아라비아의 팔레스타인을 독립국으로 인정하라는 요구에 이스라엘이 거절하면서 별도의 진전이 없는 상태다. 그외에 이란은 이스라엘과 단교를 하였고, 파키스탄과 아프가니스탄 또한 이스라엘에 대한 국가 승인을 하지 않았다. 파키스탄과 방글라데시, 그리고 부탄은 이스라엘에 대한 국가 승인을 하지 않았다.

### 동아시아
한국, 일본, 중국, 몽골과 수교하였으며, 한국과는 아시아 국가들 중 유일하게 자유 무역 협정을 체결하였다. 바트주의 시리아와 매우 우호적인 조선민주주의인민공화국와는 사이가 부정적이며, 미수교 관계다.

### 동남아시아
이슬람 국가인 말레이시아, 브루나이, 그리고 인도네시아는 이스라엘을 승인하지 않은 미수교 관계다. 인도네시아는 이스라엘-팔레스타인 분쟁에서 이스라엘의 민간인 학살을 강력하게 비판하는 국가들 중 하나다.

### 중앙아시아
이 지역의 모든 국가들과 수교한 상태이다.

## 아프리카

### 북아프리카
마그레브 지역에서 모로코와 이집트를 제외하고 알제리, 튀니지, 리비아 다른 무슬림 국가들은 이스라엘에게 우호적이지 않으며, 국가 승인조차 하지 않았다.

### 그외
북아프리카 일부 지역을 제외하고, 대부분 국가들과 이스라엘은 외교 관계를 수립한 상태이다. 코모로와 소말리아는 이스라엘을 국가로 승인하지 않았다. 말리, 니제르, 모리타니는 이스라엘과 단교한 상황이다. 이스라엘은 아프리카 연합의 옵저버 국가이나, 2023년부터 자격이 정지된 상태다.

## 아메리카

### 북아메리카
미국과 캐나다와는 우호적인 관계를 갖고 있다.

### 중남미 아메리카
이스라엘-하마스 전쟁에서 팔레스타인 민간인들에 대한 무차별적인 공격에 따라, 니카라과, 벨리즈 콜롬비아, 볼리비아, 베네수엘라와 같은 국가들은 이스라엘과 단교를 선언하였다. 쿠바 또한 이스라엘과 단교한 상태이다. 이들을 제외한 국가들과는 원만한 관계를 유지 중이다.

## 유럽
모든 국가들과 외교 관계를 수립하였다. 이스라엘은 유럽 연합 및 회원국들과 긴밀한 관계를 유지한다.

## 같이 보기
- 이스라엘의 국제적 승인